# Iglesia del profeta Elías (Yaroslavl)
La iglesia del profeta Elías (en ruso: Церковь Ильи Пророка) es un iglesia rusa de mediados del siglo XVII situada en el centro de la ciudad de Yaroslavl, en la plaza Sovietskaya, que da testimonio de la riqueza de la arquitectura del patrimonio religioso de ese siglo. Es la cabeza de la eparquía de Yaroslavl y de Rostov Veliki y es parte del patrimonio del museo-reserva natural de Yaroslavl.

## Historia

### Yaroslavl
La ciudad de Yaroslavl es la más rica en cuanto a monumentos arquitectónicos rusos de la segunda mitad del siglo XVII. La ciudad había sido un foco de cultura desde la Edad Media, pero en 1237 había quedadoarruinada por la invasión de los tártaros. No fue sino hasta la época de Iván el Terrible, en el siglo XVI, cuando se desarrolló el comercio por la doble vía del mar Blanco y el mar Caspio. Los mercaderes de Nóvgorod deportados allí por el zar se desarrollaron gracias a la situación geográfica de la ciudad, y a las relaciones con Oriente y con Europa. Los ingleses llegaron para abrir un astillero allí, luego les siguieron los neerlandeses, alemanes, franceses y españoles.
La prosperidad económica que siguió provocó una verdadera locura de construcción en las comunidades religiosas. Desde 1620, se construyeron unas 40 iglesias de piedra en la ciudad, la mayoría de las cuales superaban a las de Moscú. Los comerciantes enriquecidos fueron los mecenas.
En 1658, un incendio arrasó la ciudad y 29 iglesias fueron destruidas. Pero este desastre no detuvo la actividad de los constructores que reconstruyeron la ciudad al tiempo que garantizaban una mayor homogeneidad en la arquitectura. Casi todos los edificios datan de 1660 a 1690.

#### Características generales de las iglesias de Yaroslavl
- Las iglesias de Yaroslavl se distinguen de las iglesias de Moscú por su tamaño: son más grandes que las iglesias del Kremlin.

- Estas iglesias de Yaroslavl tienen adyacentes espaciosas galerías que rodean las iglesias. Estos papertes son una adición típicamente rusa. Proporcionan refugio en una región con un clima duro y permiten a los fieles vagar un poco durante los largos servicios de la hermosa liturgia ortodoxa, o antes y después de los servicios.

- El cubo de la iglesia generalmente está cubierto con cinco cúpulas sobre altos tambores. Estas cúpulas sirven para la iluminación de las bóvedas interiores, a diferencia de la mayoría de las de Moscú que son ciegas y, por tanto, puramente decorativas. Esta disposición no fue una elección personal de los arquitectos de Yaroslavl, sino el resultado de las reglas apostólicas.[2]

- Sus campanarios están generalmente aislados, y su base está desprovista de ornamentos, mientras que la parte superior está ricamente decorada. La gran dificultad para los arquitectos era conectar las iglesias con los campanarios. Sus formas respectivas son heterogéneas: su origen es la arquitectura de piedra para la iglesia y la arquitectura de madera para los campanarios.

- La decoración interior de las iglesias es más suntuosa en las iglesias de Yaroslavl que en las de Moscú. Las paredes interiores están revestidas con frescos notables por su efecto decorativo. Los encuadramientos de los pórticos y las ventanas a menudo son fayenzas esmaltadas en Yaroslav.[3]

## Iglesia del profeta Elías
La iglesia del Profeta Elías se erigió a expensas de ricos lapidarios, los hermanos Skripin que comerciaban perlas y piedras preciosas con Moscú y Occidente.
La primera iglesia de la villa de Yaroslavl estaba dedicada al profeta Elías. Fue construido a petición del príncipe de Yaroslav, dicho el Sabio, al mismo tiempo que la propia ciudad en honor a su victoria sobre un oso.
La actual iglesia de piedra fue construida en 1647-1650 en el sitio que ocupaban dos antiguos edificios de madera: uno con el nombre del Profeta Elías y el otro en el nombre de la Intercesión de la Virgen.
Un artel de artesanos locales cuyo nombre no se conoce lideró la construcción. Al finalizar, los Skripine recibieron del patriarca de Moscú, José I, una reliquia de la Santa Túnica de Cristo, que se conservaba en la catedral de la Dormición de Moscú. Es raro que se ofrezcan partes de la Santa Túnica, pero esto sucedió como un signo de gratitud especial. En honor a estas reliquias se añadió una capilla a la iglesia, coronada con una torre piramidal para recibir la reliquia de la Posición de la túnica de Cristo (en ruso: Polojenie rizy).
En el momento del incendio de la ciudad en 1658, la iglesia fue dañada exteriormente por el fuego, pero no adentro, a diferencia de muchos edificios. En 1680, fue decorada con frescos de artistas famosos de Kostroma (Goury Nikitine y Sila Savine), junto con maestros de Yaroslav (un artel 15 maestros trabajó un poco menos de tres meses) en la época de la sucesión de los Skripine por la viuda de Bonifacio, Juliette Makarovna. El edificio principal estaba cerca de una sala de recepción de los Skripine y de sus hogares (nueve miembros de la familia están enterrados en la iglesia) y no daban a la calle comercialde Proboyna y Sokolovska, más las fachadas oeste y norte.
Las fachadas planas de la iglesia fueron pintadas en colores pronunciados. Esta pintura ha desaparecido hoy y solo quedan las partes blanqueadas que son mantenidas en ese estado. Todas las cúpulas estaban cubiertas de azulejos verdes, espejeantes al sol. En el siglo XVIII, las tejas fueron reemplazadas por escamas pintadas.
Cuando en 1778, la ciudad de Yaroslavl fue reacondicionada, la iglesia del profeta Elías se convirtió en el centro de un anillo urbano en torno al que fue construida la plaza del profeta Elías (ahora se llama: plaza Sovietskaia) en el que se instalaron varios edificios administrativos de la ciudad. La valla de cierre del recinto de la iglesia se realizó en 1896 según un plan del académico Andrey M. Pavlinov. La iglesia fue restaurada entre 1898 y 1904 bajo la dirección de Ivan A. Vakhrameev.
En 1920, el edificio fue transferido al patrimonio del museo-reserva natural de Yaroslavl. En la década de los años 1930, la iglesia escapó por poco a la demolición, destino que sí corrió la antigua catedral de la Asunción, que fue dinamitada 26 de agosto de 1937. En 1938-1941 la Sociedad de los Sin Dios creó un museo antirreligioso donde fueron transferidas las reliquias milagrosas de Yaroslavl. Bajo la cúpula fue suspendido un péndulo de Foucault.
Se realizaron varias restauraciones en 1955-1956, 1960 y 1983. En 1989, el altar mayor de la iglesia del Profeta Elías fue nuevamente consagrado religiosamente y desde entonces, en el verano, se celebran servicios religiosos ortodoxos en la iglesia. El museo está abierto de mayo a octubre.

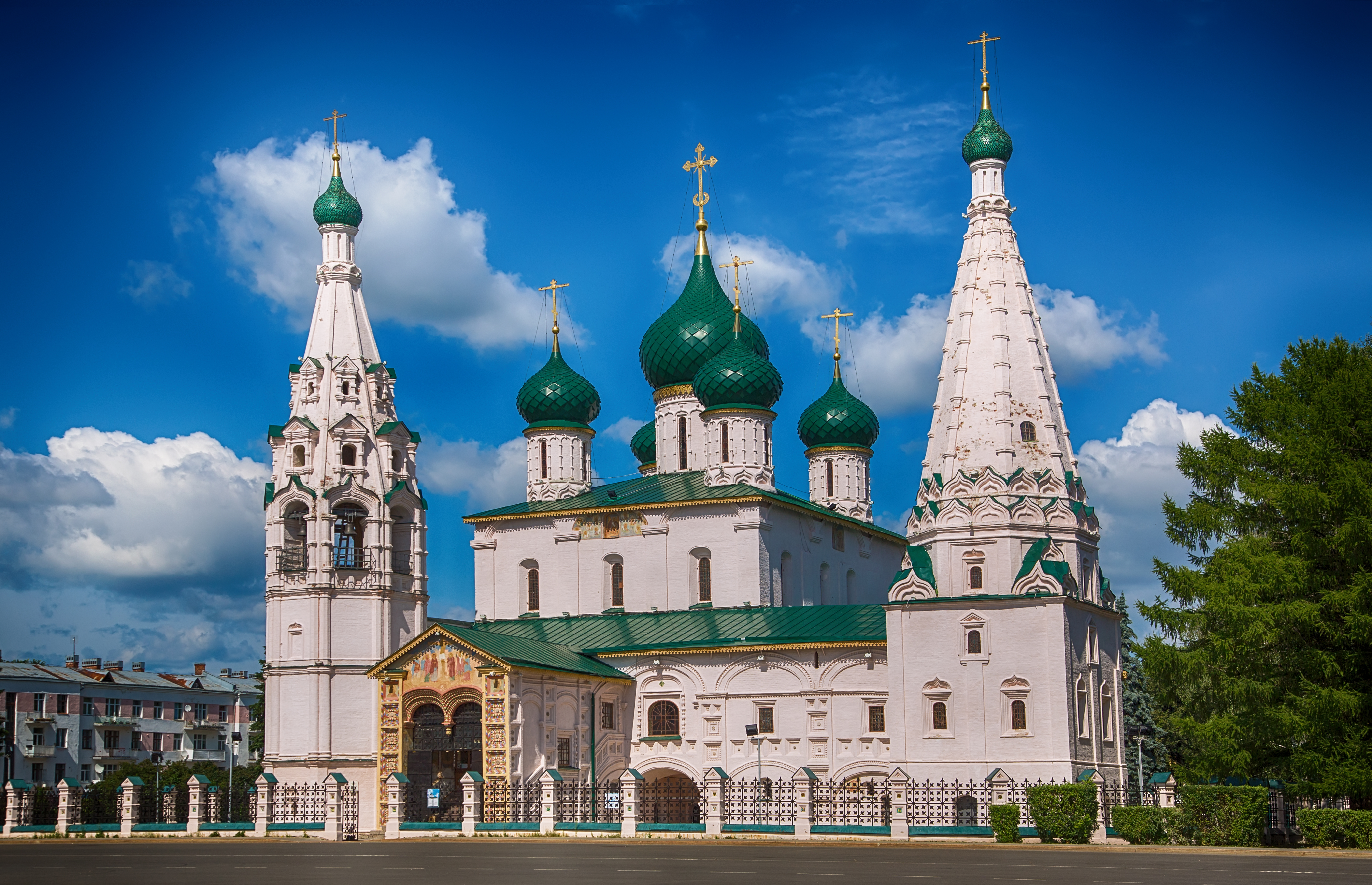
Fachada frente a la plaza
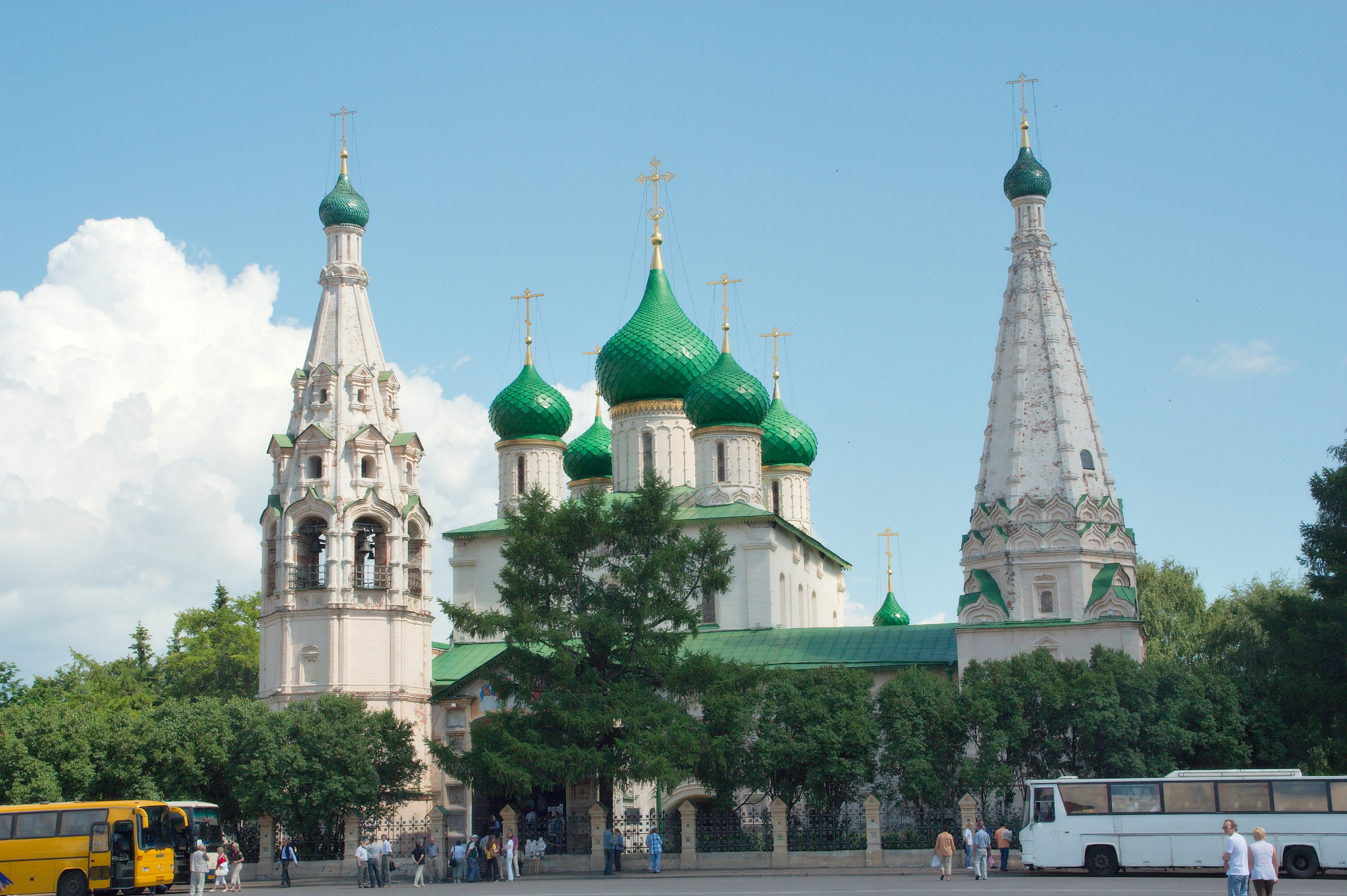
Iglesia del profeta Elías
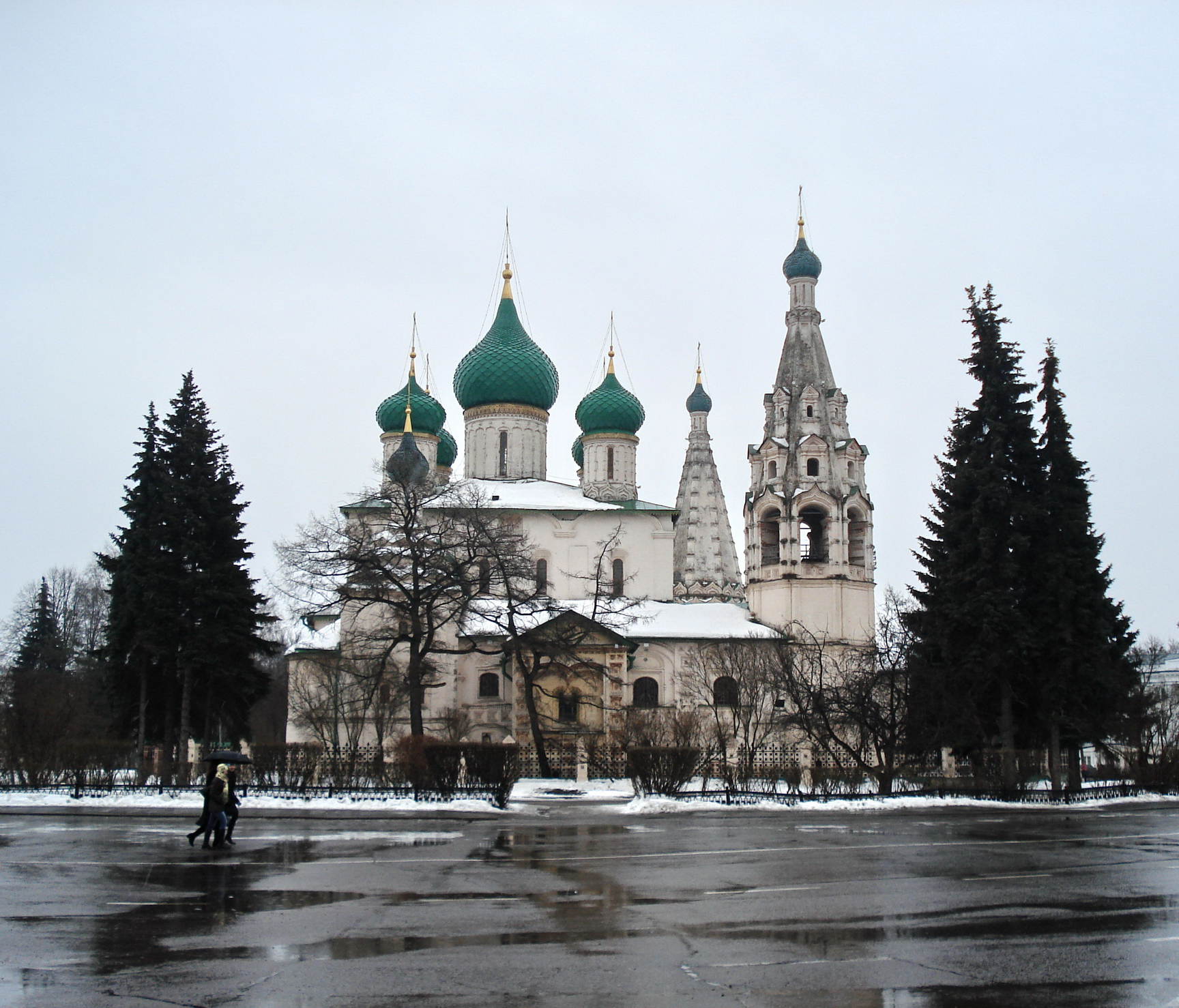
Vista desde el lado noroeste
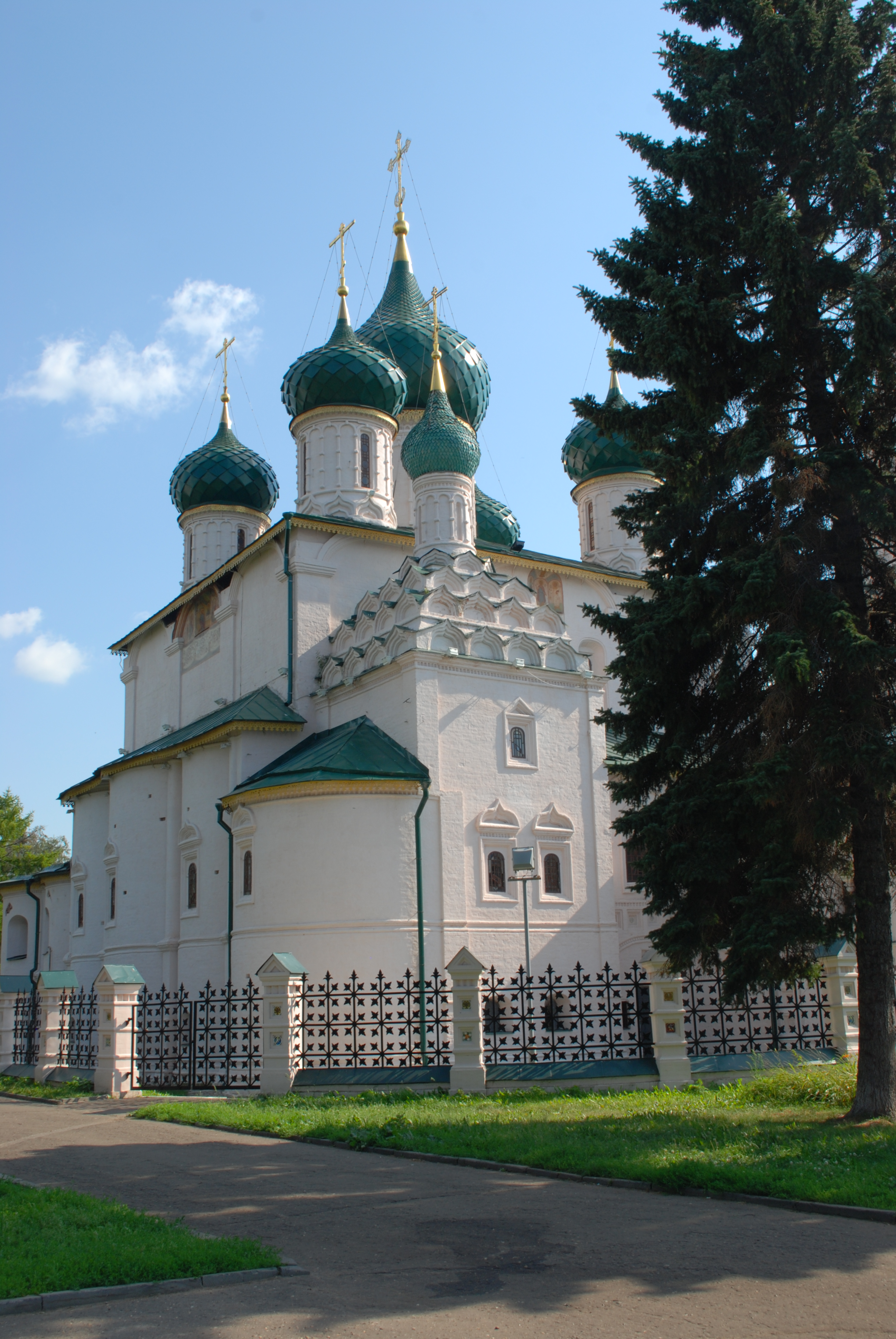
Ábside del altar

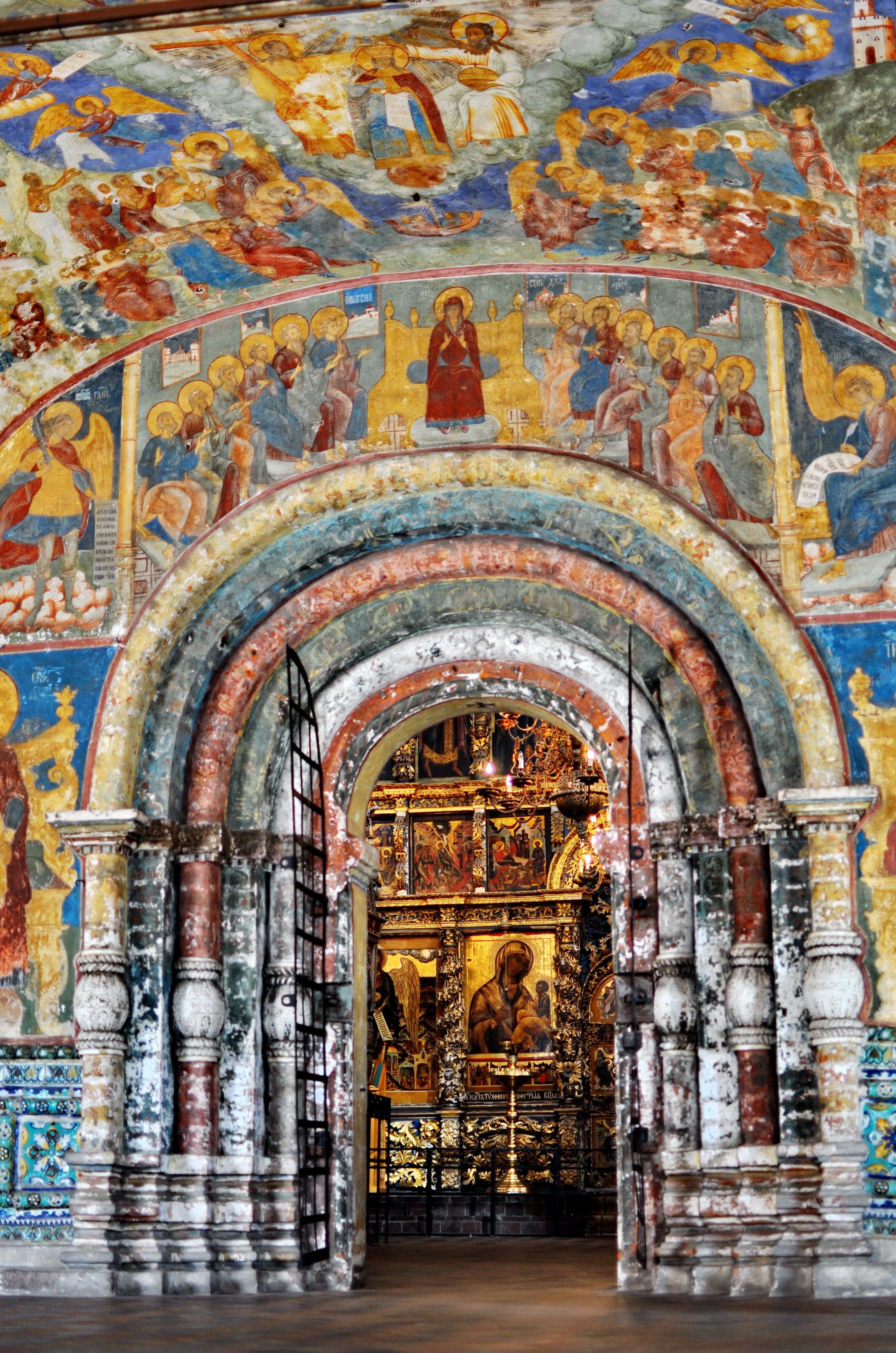
Interior de la iglesia
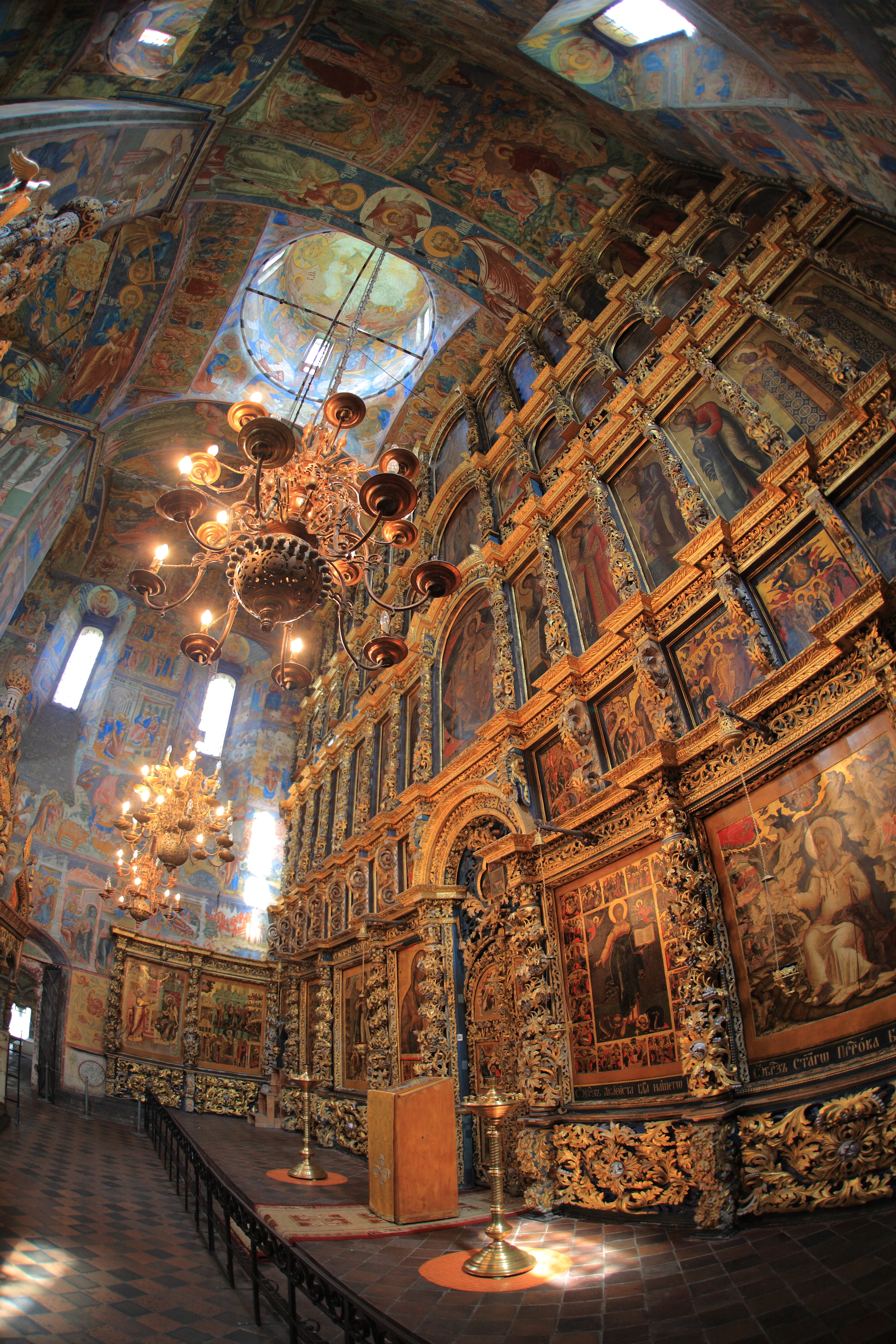
Otra vista del interior de la iglesia
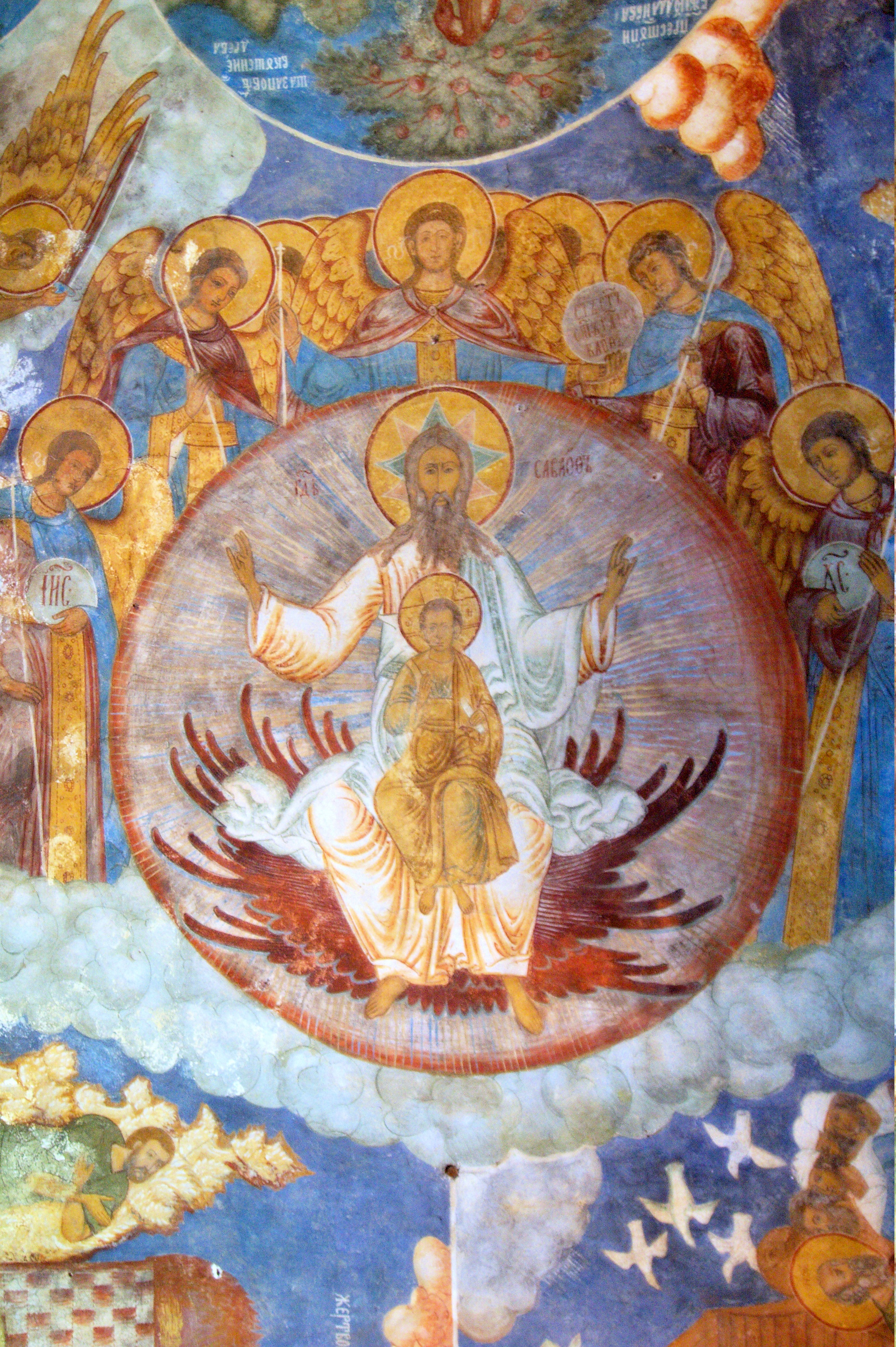
Fresco de la «Trinidad »
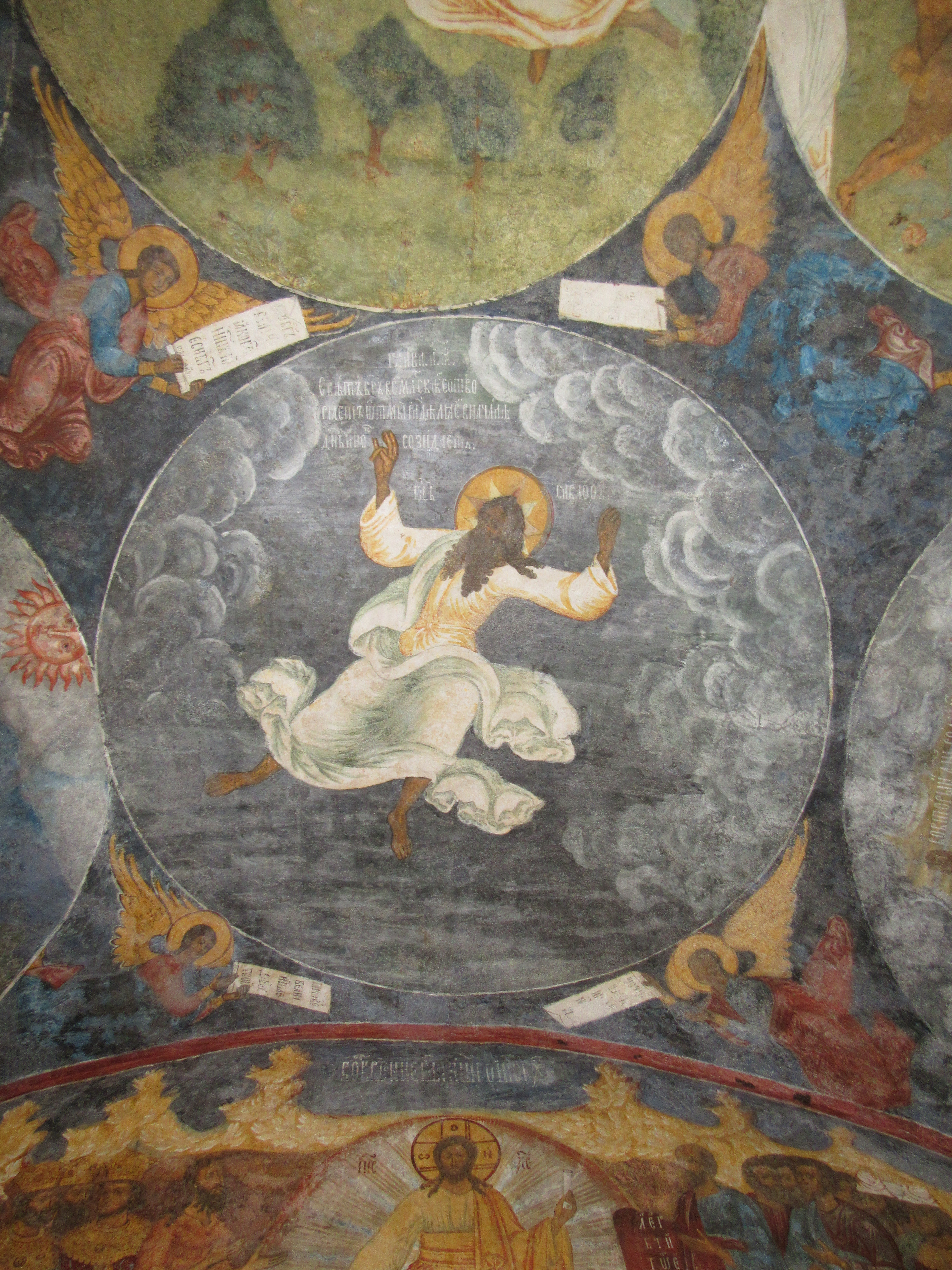
Creación del mundo

## Arquitectura

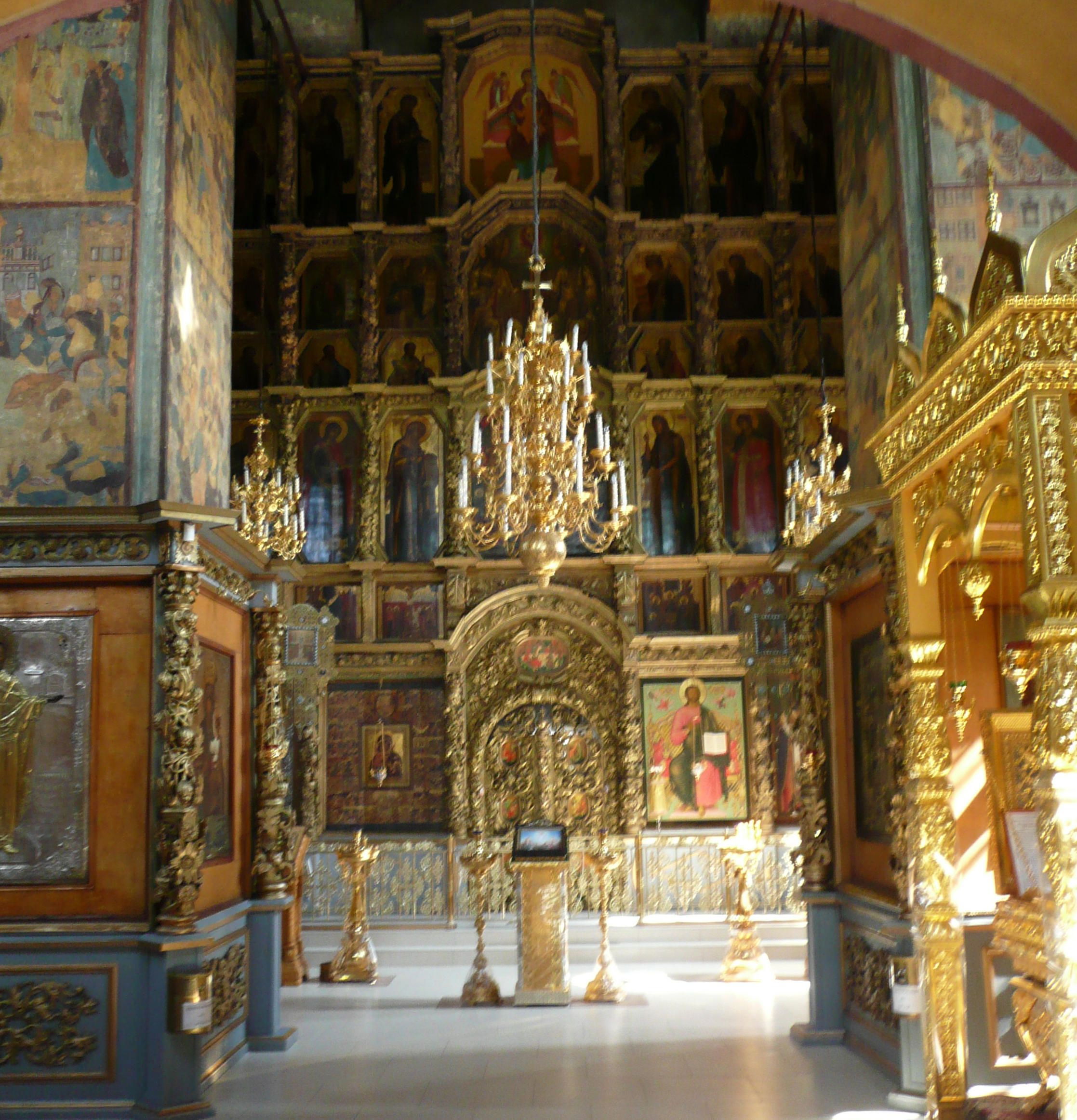
Vista del Iconostasio

La iglesia del Profeta Elías sorprende por la variedad de sus elementos. Es un "cubo" con tres ábsides coronados por cinco cúpulas. Cuatro pilastras cuadradas soportan las bóvedas. Esta planta muy simple se asemeja al de las iglesias premongolas en la región de Vladimir y Súzdal. Una paperte larga corre a lo largo de la iglesia "fría" al oeste y al norte; en el lado sur, la galería se ensancha para formar la iglesia "caliente". Varias capillas en miniatura están adosadas a la iglesia. En la esquina noroeste se encuentra un alto campanario en pirámide. A pesar de la disparidad algo chocante, la armonía se basa en el equilibrio de las masas.
La ornamentación exterior de la iglesia es relativamente sobria. La decoración exterior se reduce a la fayenza, algunas de las cuales están dispuestas en chirinki. Esta sobriedad realza la magnificencia del interior totalmente recubierto de frescos que representan escenas de la vida. El iconostasio, los contornos de los portales, los objetos de culto son de gran riqueza decorativa.
Las cúpulas verdes están coronadas con cruces, siendo la más notable la de la cúpula central en cobre forjado. Fue hecha por herreros de Yaroslavl en el siglo XVII.
Las tres capillas están dedicadas respectivamente a la Santa Túnica de Cristo, a la Intercesión de la Virgen y a tres santos: Goury, Samon y Aviv.